# Violència de Lakhimpur Kheri
La violència de Lakhimpur Kheri va ser un atac amb vehicles i un incident de linxament durant la protesta dels agricultors contra les tres lleis agrícoles aprovades pel govern de l'Índia liderat pel Partit Bharatiya Janata (BJP). Va tindre lloc el 3 d'octubre de 2021 a Tikunia, al districte de Lakhimpur Kheri, Uttar Pradesh, i va provocar la mort de vuit persones i 10 més ferides. Quatre manifestants i un periodista van ser atropellats pels cotxes, i tres més van ser linxats pels manifestants en la violència posterior.